# Rangóry
Rangóry – część wsi Kamionek Wielki w Polsce, położona w województwie warmińsko-mazurskim, w powiecie elbląskim, w gminie Tolkmicko, na obszarze Parku Krajobrazowego Wysoczyzny Elbląskiej, przy drodze wojewódzkiej nr 503. 
W latach 1975–1998 Rangóry administracyjnie należały do województwa elbląskiego.
Występuje również wariant nazewniczy Rongóry.